# Araneus mitificus
Araneus mitificus là một loài nhện trong họ Araneidae.
Loài này thuộc chi Araneus. Araneus mitificus được Eugène Simon miêu tả năm 1886.

## Hình ảnh

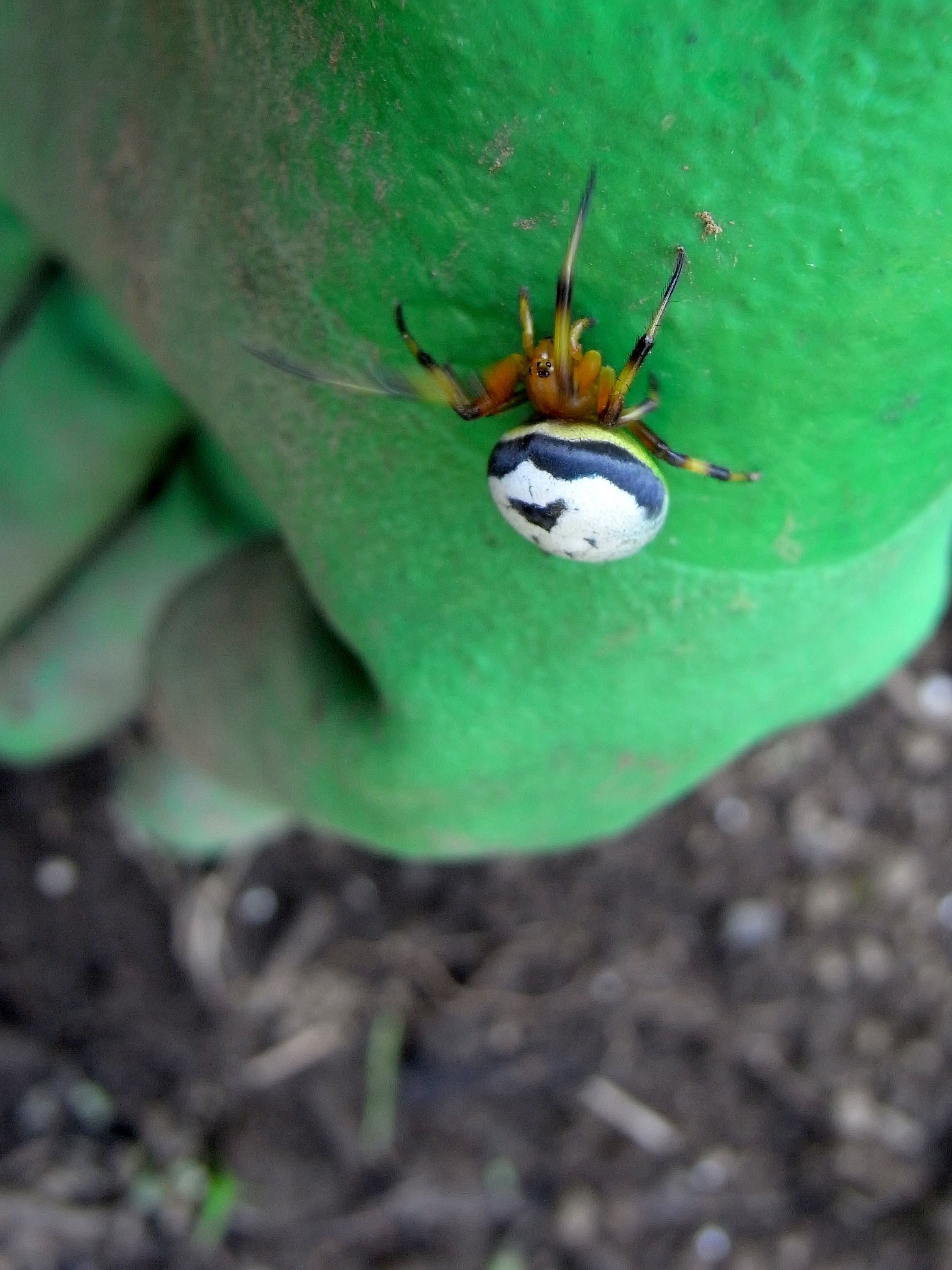
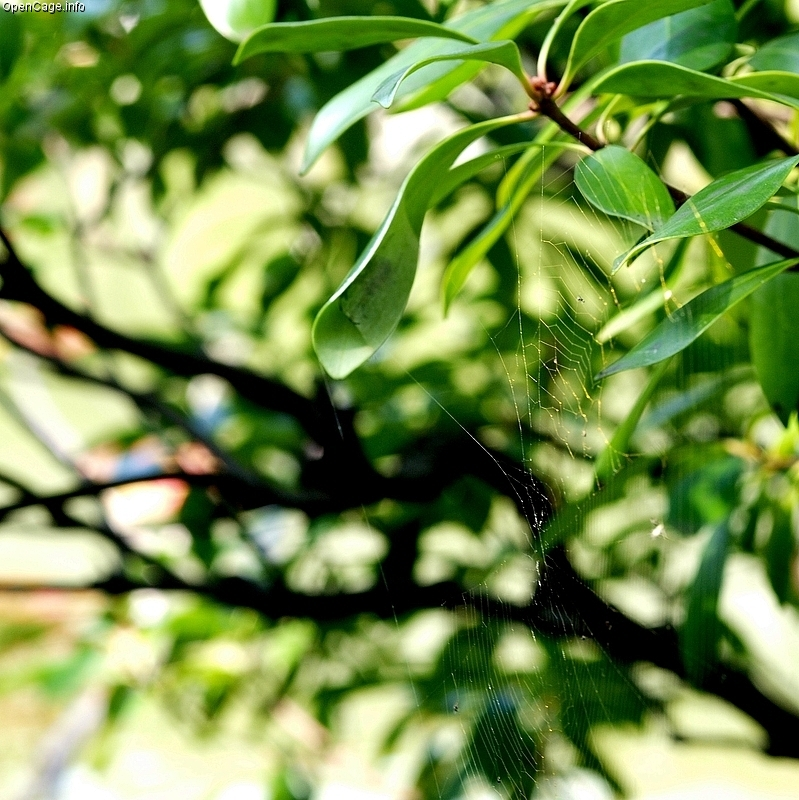
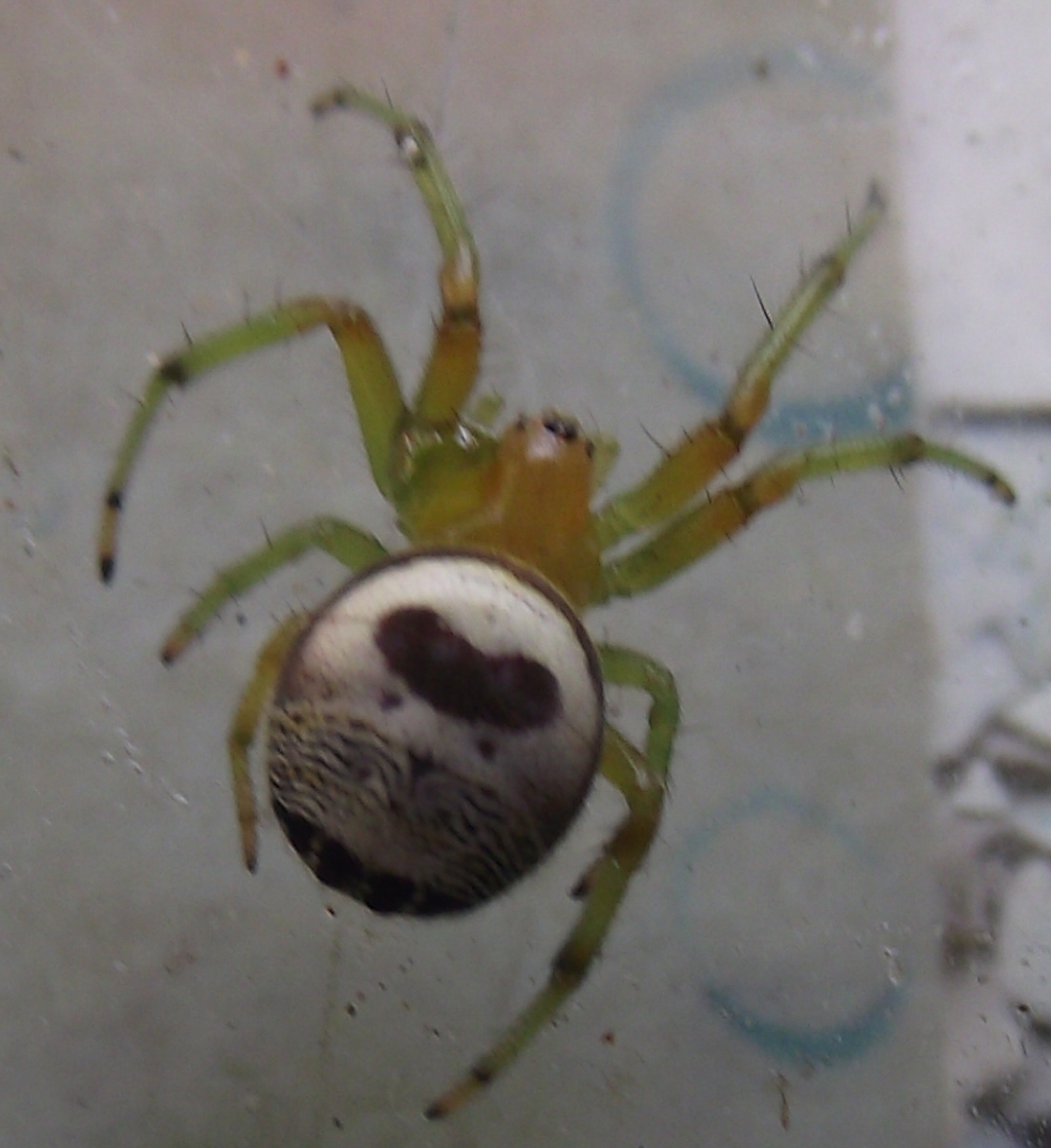
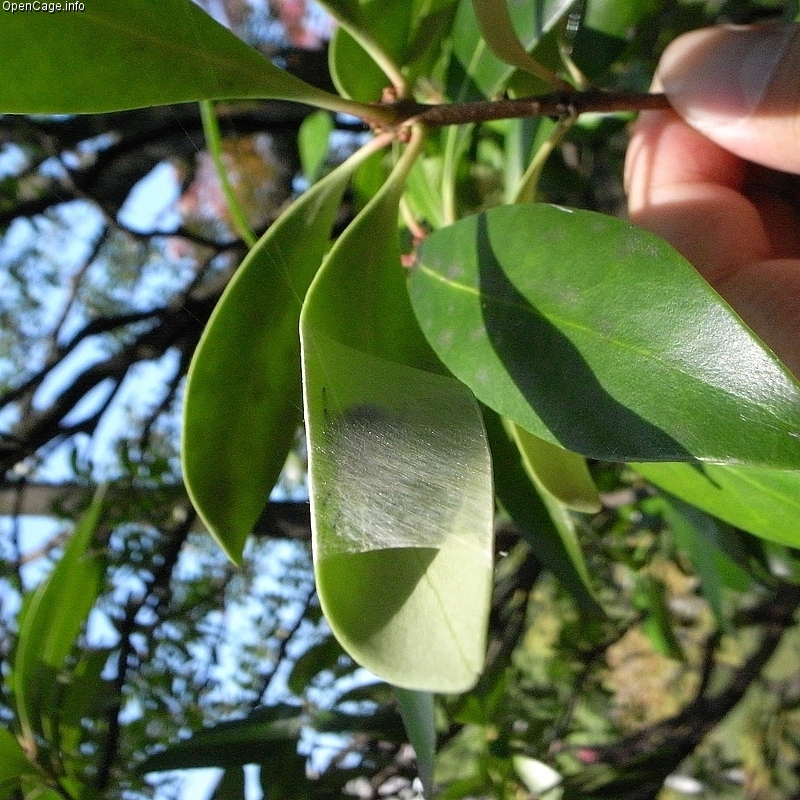